# Église médiévale Saint-Étienne de Mulhouse
Ne doit pas être confondu avec Église Saint-Étienne de Mulhouse.
L'église médiévale Saint-Étienne est un monument historique situé à Mulhouse, dans le département français du Haut-Rhin.

## Localisation
Ce bâtiment se trouvait place de la Réunion à Mulhouse.

## Historique
L'origine de l'église Saint-Étienne est très ancienne. Un nouvel édifice de style roman est consacré en 1186. En 1351, le chœur, reconstruit dans le style gothique, est à son tour consacré. Les collatéraux sont reconstruits en 1504. La tour est surélevée en 1510.
En 1523, la ville de Mulhouse passe au protestantisme, les catholiques dont la pratique religieuse est interdite sont alors chassés de l'église Saint-Étienne qui devient un lieu de culte réformé. La tour est dotée d'un bulbe baroque en 1707.
À son emplacement est bâti le temple protestant Saint-Etienne de Mulhouse. Une église catholique Saint-Étienne de Mulhouse est construite l'année suivante place de la paix.